# Arachnis labrosa
Arachnis labrosa là một loài thực vật có hoa trong họ Lan. Loài này được (Lindl. & Paxton) Rchb.f. mô tả khoa học đầu tiên năm 1886.